# Калинин, Константин Николаевич (Герой Советского Союза)
Константин Николаевич Калинин (1910—25 апреля 1998) — старшина Рабоче-крестьянской Красной Армии, участник Великой Отечественной войны, Герой Советского Союза (1944).

## Биография
Константин Калинин родился 2 (по новому стилю — 15) мая 1910 года в посёлке Чёрный Рынок (ныне — Кочубей Тарумовского района Дагестана). Получил начальное образование, после чего работал трактористом в колхозе, затем бригадиром в машинно-тракторной станции. В 1934—1936 годах проходил службу в Рабоче-крестьянской Красной Армии. В 1941 году Калинин повторно был призван в армию. С того же года — на фронтах Великой Отечественной войны. К апрелю 1944 года старший сержант Константин Калинин командовал отделением 948-го стрелкового полка 257-й стрелковой дивизии 51-й армии 4-го Украинского фронта. Отличился во время освобождения Крыма.
11 апреля 1944 года отделение Калинина захватило важную позицию между озёрами Киятское и Красное и весь день удерживало её, отразив четырнадцать немецких контратак. В бою Калинин получил ранение, но продолжал сражаться.
Указом Президиума Верховного Совета СССР от 16 мая 1944 года за «мужество, отвагу и героизм, проявленные в борьбе с немецкими захватчиками» старший сержант Константин Калинин был удостоен высокого звания Героя Советского Союза с вручением ордена Ленина и медали «Золотая Звезда» за номером 2287.
В 1945 году в звании старшины Калинин был демобилизован. Проживал и работал в Нефтекумске, а в 1979 году переехал в Ставрополь.
Был также награждён орденами Отечественной войны 1-й степени и Славы 3-й степени, рядом медалей.